# 카프로수쿠스
카프로수쿠스(Kaprosuchus)는 2009년에 아프리카 사하라 사막에서 발견된 백악기의 위악류이다. 속명의 뜻은 멧돼지 악어라는 뜻이다.

## 발견

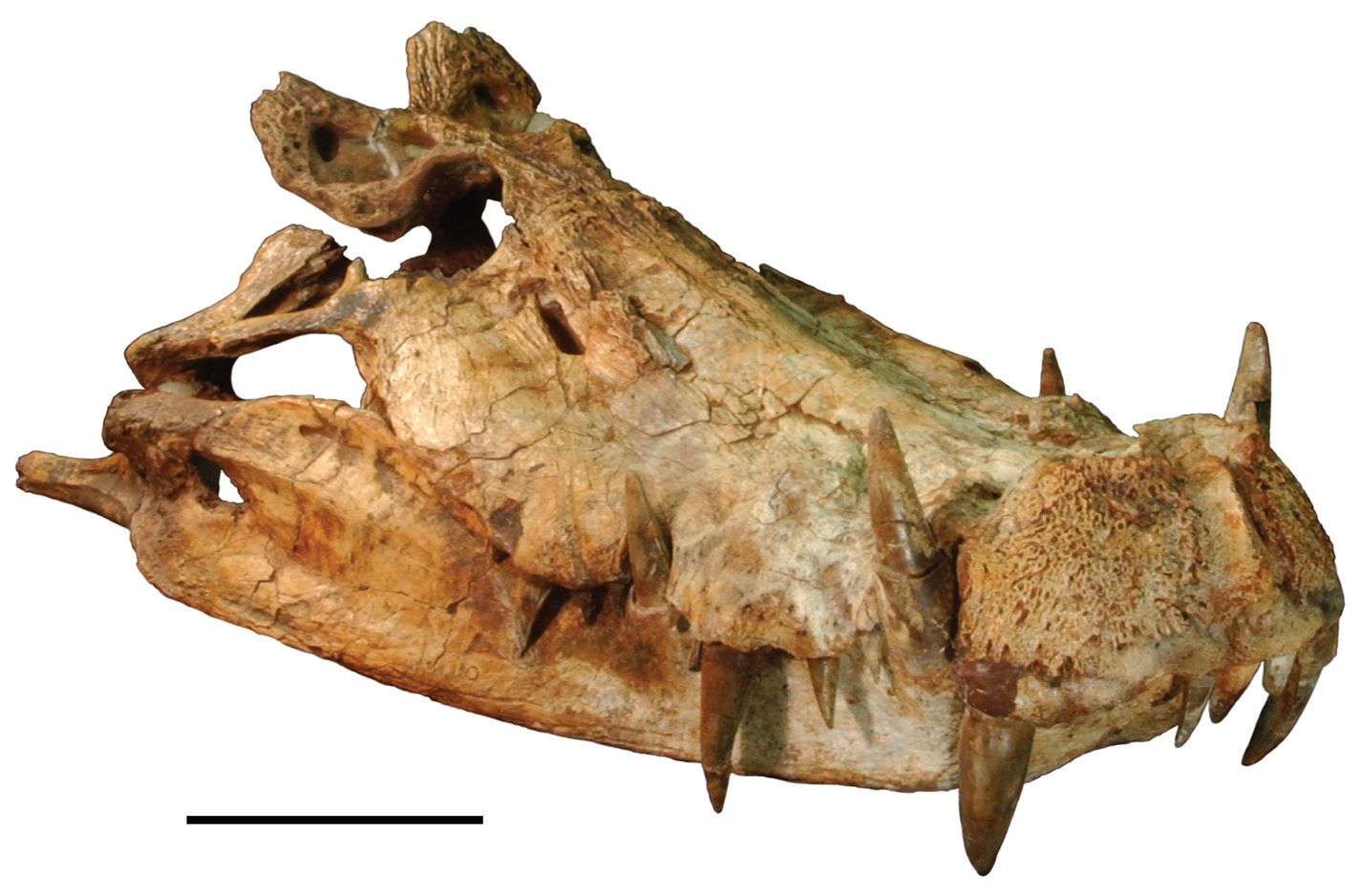
두개골 화석

카프로수쿠스는 소개되었을 당시에는 육상 생활을 했을 것으로 추측되었으나 최근 들어서는 반수생 생활을 했을 것으로 여겨진다. 해당 종이 주목을 끌었던 가장 큰 이유는 바로 특이한 두상인데, 학명의 뜻 그대로 혹멧돼지를 연상하게 하는 5쌍의 크게 두드러진 이빨이 특징적이다. 라기아크루스와 비슷한 두상을 가졌다고 일부 학자들이 말하기도 했다.
근연종으로는 마다가스카르의 마하장가수쿠스(Mahajangasuchus)가 있는데, 마하장가수쿠스는 머리가 조금 뭉툭하고 투박한 것만 빼면 우리가 생각하는 전형적인 악어 이미지라서 카프로수쿠스와는 생김새가 다소 다르다.

## 고생물학 자료
카프로수쿠스는 한때 전적으로는 아니더라도 주로 육상 포식자로 여겨졌다. 이 행동에 대한 증거에는 안와가 측면과 다소 앞쪽에 위치하는 것이 포함되는데, 이는 시력이 겹치는 것을 암시햐다. 이것은 눈이 표면 위에 남아 있는 동안 머리가 물속에 있을 수 있는 수생 포식에 대한 적응으로 궤도가 등쪽에 위치하는 현존하는 악어를 포함한 다른 많은 네오수치아와는 다르다. 육상 포식에 대한 추가적인 지원은 치아와 턱에서 찾을 수 있다. 확대된 개니목은 수생 악어의 홈이 있는 아원추형의 반복된 이빨과 달리 가장자리가 날카롭고 상대적으로 직선이다. 아래턱의 후관절 돌기가 길기 때문에 턱이 상대적으로 빠르게 열릴 수 있고 큰 틈이 있어 반대쪽의 송곳니가 서로 비워질 수 있었을 것으로 추정된다. 합쳐자 코뼈는 강력한 물림과 관련된 압박에 대비하여 턱을 강화한 것으로 생각된다. 망원경이 달린 등쪽에 위치한 외부 콧구멍은 동물이 튼튼한 주둥이로 먹이를 쳤을 때 충격으로부터 보호하는 것으로 보인다. 주둥이 끝 부분을 덮고 있는 것으로 생각되는 각질층은 추가적인 보호 기능을 제공했을 것이다.